# Carl-Franz Hutterer
Carl-Franz Hutterer, né le 27 janvier 1939 , est un directeur de la photographie allemand.

## Filmographie partielle
- 1970 : Nur leichte Kämpfe im Raum Da Nang (film documentaire pour la télévision)
- 1970 : 20 Meilen vor Saigon
- 1978 : Madame Bovary in der Normandie
- 1978 : Schauplätze der Weltliteratur (série télévisée) (1 épisode)
- 1979 : Das Wunder von Lengede ou Ich wünsch' keinem, was wir mitgemacht haben (film documentaire pour la télévision)
- 1979 : Curd Jürgens: Bonn, wie ich es sehe (film documentaire pour la télévision)
- 1981 : Personenbeschreibung: Begegnung im Knast (documentaire)
- 1986 : Stan Rivkin, der letzte Kopfgeldjäger (documentaire)
- 1987 : Phantom-Fieber
- 1987 : Studs Terkel – Ein Fußgänger in Chicago
- 1989 : Das Hobo-Abenteuer. Auf Güterzügen durch die USA  (film documentaire pour la télévision)
- 1990 : Kälte, Mord und Perestrojka. 24 Stunden Leningrad (film documentaire pour la télévision)
- 1991 : Letzte Chance für Haiti (documentaire)
- 1992 : La Collection secrète de Salvador Dali (Die geheime Sammlung des Salvador Dalí) (téléfilm)
- 1998 : Do Sanh – Der letzte Film  (film documentaire pour la télévision)
- 2002 : Les Enfants du docteur Jahn (film documentaire pour la télévision)

## Distinctions
- 1982 : Deutscher Kamerapreis (de) pour  Personenbeschreibung: Begegnung im Knast
- 1986 : Deutscher Kamerapreis pour Stan Rivkin, der letzte Kopfgeldjäger
- 2008 : Deutscher Kamerapreis d'honneur pour l'ensemble de sa carrière
- 2012 : Étoile sur le Boulevard des stars à Berlin